# Валерій Ромул
(Марк) Валерій Ромул (лат. Marcus Valerius Romulus; помер 309) — син римського імператора Максенція та його дружини Валерії Максимілли. Його дідусем з боку матері був імператор Максиміан. 
Ймовірно, так само як і в його батька, преноменом Валерія Ромула був Марк. Він також мав рідного брата, проте його ім'я не зберіглося. 
У 306 році його батько, Максенцій, самостійно проголосив себе імператором, однак інші правителі не визнали цього рішення. Максенцій, перебуваючи в Римі та воюючи з іншими претендентами на престол, фактично контролював Італію та провінцію Африка. Він призначив себе та Валерія Ромула консулами в 308 та 309 роках. Оскільки 310 року Максенцій обіймав цю посаду одноосібно, можна зробити висновок про смерть Валерія Ромула в 309 році.

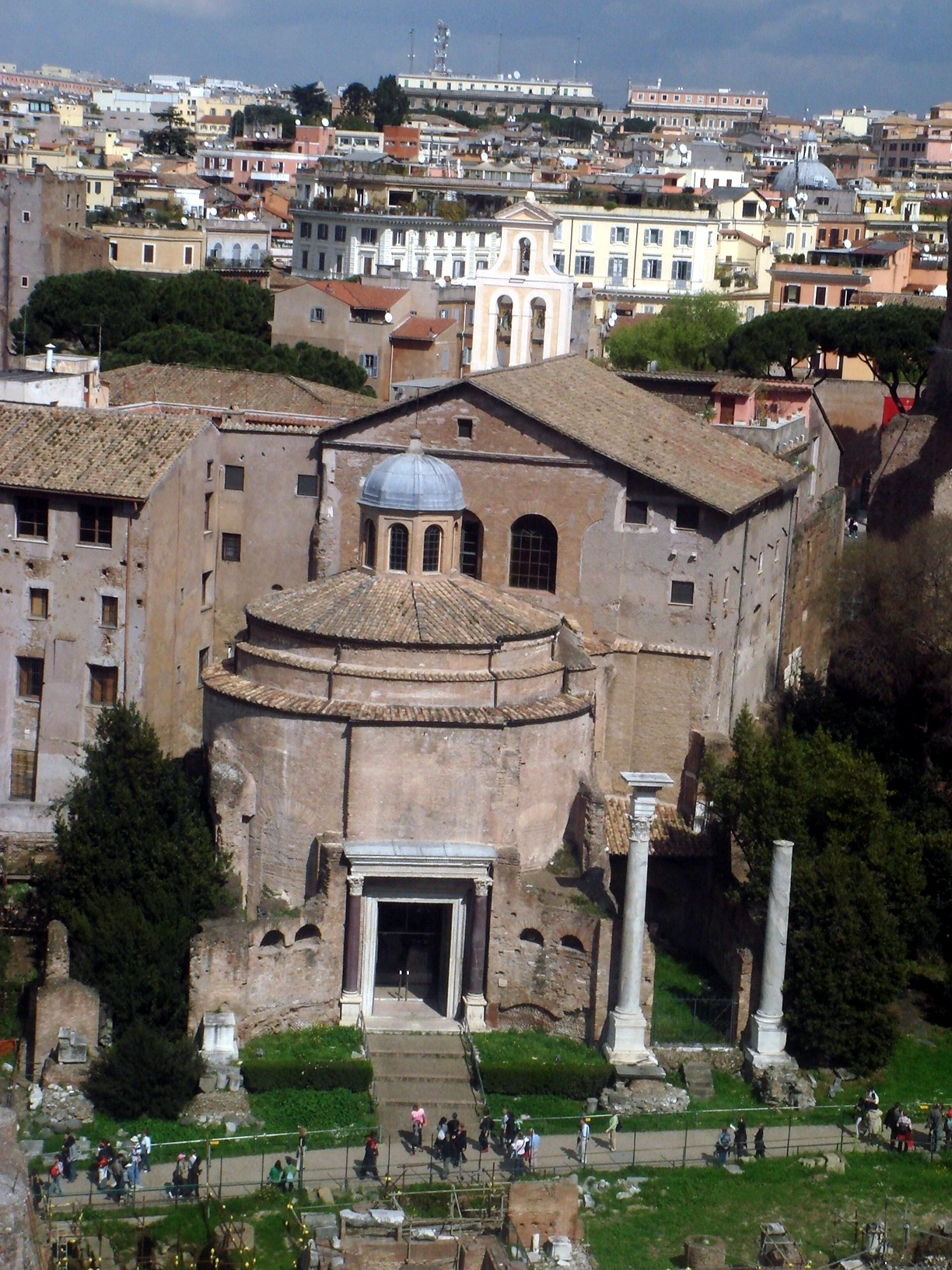
Будівля Храма Ромула

Упродовж свого життя Валерій Ромул мав звання clarissimus puer та nobilissimus vir. Після раптової смерті він був похований у гробниці поруч зАппієвою дорогою (коло маєтку свого батька). На честь свого обожненого сина Максенцій спорудив Храм Божественного Ромула на Священій дорозі поблизу Римського Форуму (будівля храму зберіглася донині).